# Yéménites
Les Yéménites (en arabe : يمنيون) sont les ressortissants du Yémen.

## Hiérarchie sociale
Il existe un système de stratification sociale au Yémen qui a été officiellement aboli lors de la création de la République du Yémen en 1962 mais, dans la pratique, ce système n'a pas disparu et la société yéménite est toujours organisée autour de rangs hiérarchiques. La différence entre les rangs se manifeste par l'ascendance et la profession et est consolidée par les mariages entre personnes de même rang.
Il existe cinq groupes de statuts. Au sommet de la hiérarchie, on trouve les élites religieuses, aussi appelées sada. Celles-ci sont ensuite suivies par les strates de juges (quadruple[Quoi ?]). Le troisième statut hiérarchique est celui des qaba'il, qui sont les paysans qui appartiennent à des tribus et qui vivent principalement de l'agriculture et du commerce. Le quatrième groupe est appelé le mazayanah. Ce groupe est composé de personnes qui n'avaient pas de terres et fournissent différents types de services tels que bouchers et artisans. Enfin, en bas de la hiérarchie se trouvent les esclaves (a'bid) et encore plus en dessous d'eux Al-Akhdam, qui signifie serviteurs.

## Diaspora
La diaspora yéménite est principalement concentrée au Royaume-Uni, où vivent entre 70 000 et 80 000 Yéménites. Plus de 20 000 Yéménites résident aux États-Unis et 2 812 autres vivent en Italie. D'autres Yéménites résident également en Arabie saoudite, aux Émirats arabes unis, au Qatar et à Bahreïn, ainsi qu'en Indonésie, en Malaisie, à Brunei, à Madagascar et dans les pays de l'ex-URSS. Un petit nombre de Pakistanais d'aujourd'hui sont d'origine yéménite, leurs ancêtres ayant quitté le Yémen pour le sous-continent indien et l'Asie du Sud-Est il y a plus de quatre siècles. 350 000 juifs yéménites vivent en Israël. En 2015, en raison du conflit au Yémen, beaucoup ont migré vers les côtes nord de Djibouti, de Madagascar et de la Somalie.

## Yéménites notables
- Shammar Yahri'sh, roi d'Himyar (252-312)
- Yūsuf Dhu Nuwas, Roi juif d'Hymiar (mort en 525 ou 530)
- Abdallah al-Sallal, révolutionnaire républicain yéménite. (1917-1994)
- Hussein Badreddine al-Houthi, chef chiite zaidi fondateur et premier dirigeant de l'organisation Ansar Allah ou Houthis. (1960-2004)
- Abdul-Malik al-Houthi, second dirigeant d'Ansar Allah, frère du précédent. (né en 1979)
- Ali Abdallah Saleh, président du Yémen réunifié de 1990 à 2012. (1947-2017)
- Naseem Hamed, boxeur britanno-yéménite (né en 1974)
- Anwar al-Awlaki, imam américano-yéménite, chef d'Al-Qaïda au Yémen. (1971-2011)
- Tawakkol Karman, lauréate du prix Nobel yéménite, journaliste, homme politique et militant des droits de l'homme. (Né en 1979)